# 神經殺手
《神經殺手》（英語：Confessions of a Dangerous Mind）是一部2002年美國傳記間諜片，講述備受歡迎的遊戲節目主持人兼製片人恰克·貝瑞的虛構人生，他自稱是中央情報局的刺客。電影為喬治·克隆尼的導演處女作，由查理·考夫曼編寫劇本，山姆·洛克威爾、茱兒·芭莉摩、茱莉亞·羅勃茲及克隆尼主演。
哥倫比亞影業計劃製作貝瑞未經授權自傳《危險心靈的自白》（Confessions of a Dangerous Mind）的改編電影，在1980年代後期開始發展。當製片人安德魯·拉薩買下電影版權時，考夫曼受命編寫劇本，此後吸引眾多A級演員和電影人士加入該項目。在即將開拍前，導演及主演一度分別由布萊恩·辛格、強尼·戴普擔任，但製作被取消。直到克隆尼接任導演職務後，製作恢復並由洛克威爾主演貝瑞。
貝瑞本人也積極參與製作，試圖從他的角度塑造電影。為了符合3000萬美元的預算，克隆尼說服芭莉摩和羅勃茲降低片酬。《神經殺手》2002年12月31日美國上映後票房表現不佳，但獲得影評界好評，尤其洛克威爾的演技受到肯定，贏得第53屆柏林影展最佳男演員銀熊獎。

## 劇情
恰克·貝瑞厭倦自己不斷被美女拒絕，他搬到曼哈頓成為NBC導覽員，夢想在電視業成名，但最終被解雇。他搬回費城，並於1961年成為迪克·克拉克在節目《美國舞臺》的私人助理。他除了創作成功的歌曲〈帕利塞茲公園〉外，還順利與名為潘妮·帕西諾的女性交往。恰克向ABC電視台提交的遊戲節目《約會遊戲》概念被允許，並取得7500美元來製作試播集，但放棄了這個想法，轉而支持《鄉間音樂》。
恰克在經歷酒吧鬥毆的某個晚上，中央情報局（CIA）探員吉姆·伯德招募他成為刺客。從墨西哥執行任務回來後，恰克發現潘妮已成為嬉皮士。同時，批准了《約會遊戲》的延續，並於1967年黃金時段播出。
在芬蘭赫爾辛基的任務中，他結識了女探員派翠西亞·華森。當《新婚遊戲》播出後，他在美國國內事業升天。他和潘妮決定搬到洛杉磯，但恰克對婚姻持謹慎態度，使潘妮感到沮喪。1970年，伯德說服恰克去西柏林執行暗殺任務。恰克被介紹給德裔美國探員基佛，後者成功殺死目標後，兩人遭克格勃（KGB）抓捕，幾週後透過間諜交易釋放。
1976年，恰克創作了《銅鑼秀》並因擔任主持人而聞名。基勒被謀殺，伯德警告恰克組織內有鼴鼠。由於收視率不佳，他的電視節目被取消，潘妮因恰克對她說謊而威脅要離開。一天晚上，恰克發現伯德坐在他後院游泳池的跳水板上。伯德向恰克透露了為什麼他被選為刺客：他是連環殺手的兒子，並由母親撫養長大，恰克各方面「符合要求」。恰克要槍指著伯德懷疑對方，不久之後早遭暗殺的伯德死去。
面對關於自己的令人不快的真相，恰克逐漸失控，並在一場演出中陷入崩潰後，把自己關在了紐約的一家旅館裡。潘妮設法找到他並說服他回到加利福尼亞結婚，但最後徒勞無功。恰克最終離開房間，在波士頓遇到了派翠西亞，兩人一起在房裡喝咖啡；恰克疑似因中毒而倒下，派翠西亞揭露自己是鼴鼠。但恰克藉由偷換杯子旁的方糖來騙對方喝有毒的杯子，派翠西亞被毒死。在她去世後，他返回家鄉並開始撰寫自傳《危險心靈的自白》（Confessions of a Dangerous Mind），並決定與潘妮成婚。在典禮結束時，他在人群中看到了一些因他而喪生的人。心煩意亂的他向潘妮坦白了自己作為刺客的兩面生活，但對方認為他在說笑，潘妮哈哈大笑，恰克決定不糾正她。

## 演員
- 山姆·洛克威爾飾演恰克·貝瑞[5]
  - 麥可·塞拉飾演年幼的恰克·貝瑞[6]
- 茱兒·芭莉摩飾演潘妮·帕西諾（Penny Pacino）[7]
- 喬治·克隆尼飾演吉姆·伯德（Jim Byrd）[8]
- 茱莉亞·羅勃茲飾演派翠西亞·華森（Patricia Watson）[8]
- 魯格·豪爾飾演基佛（Keeler）[9]
- 傑瑞·溫特勞勃（英语：Jerry Weintraub）飾演賴瑞·戈德堡（Larry Goldberg）[10]
- 羅伯特·約翰·伯克飾演教官詹克斯（Instructor Jenks）[10]
- 麥可·恩賽因（英语：Michael Ensign）飾演賽門·奧利佛（Simon Oliver）[10]
- 瑪姬·葛倫霍飾演黛比（Debbie）[10]
- 瑞秋·拉斐爾（英语：Rachelle Lefevre）飾演圖維亞（Tuvia）[10]
- 克莉絲塔·威爾森（英语：Kristen Wilson）飾演洛莉塔（Loretta）[10]
- 丹尼爾·札卡帕（英语：Daniel Zacapa）飾演倫達（Renda）[10]
- 艾米里歐·李維拉（英语：Emilio Rivera）飾演貝尼特斯（Benitez）[10]
- 卡洛斯·卡拉斯科（英语：Carlos Carrasco (actor)）飾演巴拉西尼（Brazioni）[10]
- 理查·坎德飾演選角主管[10]
- 布萊德·彼特飾演單身漢#1[11]
- 麥特·戴蒙飾演單身漢#2[11]
- 珍·泰勒和斯賓塞·凱登（英语：Spencer Kayden）飾演背景人群（未掛名）[10]

片中收錄的採訪者鏡頭包括貝瑞本人、迪克·克拉克、吉米·蘭格、莫瑞·朗斯頓、潔伊·P·摩根和吉恩·巴頓。

## 製作

### 發展

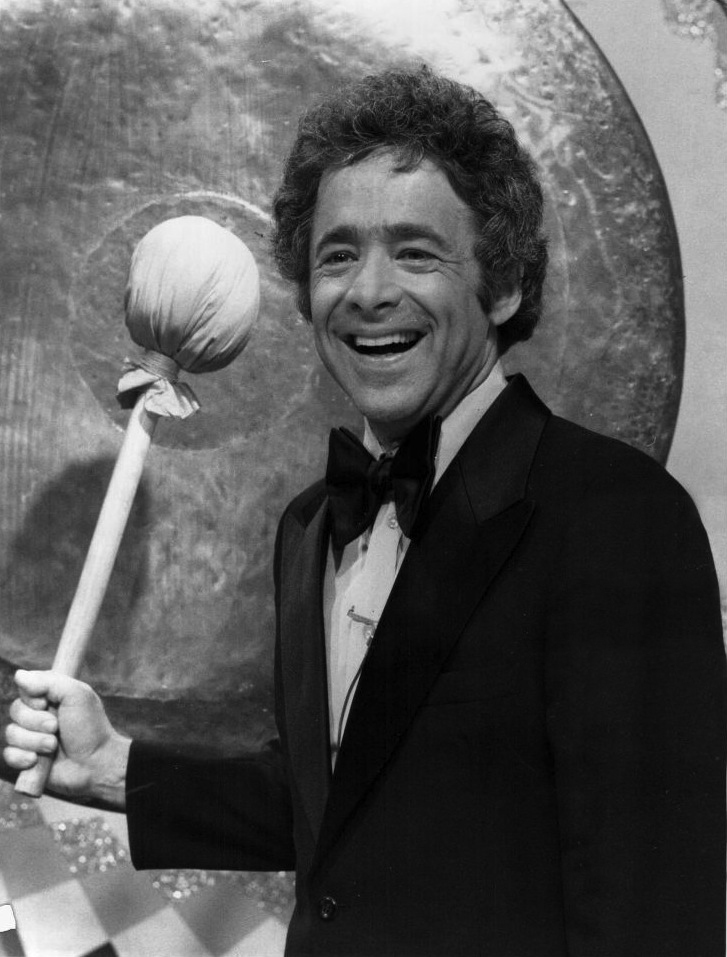
現實生活中的恰克·貝瑞於1976年主持了《銅鑼秀》

恰克·貝瑞於1980年代後期首次將其「未經授權自傳」《危險心靈的自白》（Confessions of a Dangerous Mind）的電影版權賣給哥倫比亞影業。哥倫比亞總裁黛恩·史蒂爾選來吉姆·麥克布萊德擔任導演後批准製作改編電影《神經殺手》。麥克布萊德找來李察·德雷福斯擔任主角，後者因厭惡貝瑞的病態幽默而拒絕閱讀劇本。該項目於1989年史蒂爾離開公司時被放棄。製片人安德魯·拉薩於1997年從哥倫比亞手中買下版權，同年交由華納兄弟公司發展。查理·考夫曼於1997年6月開始受雇編寫新的劇本，並於當年下半年完成初稿。貝瑞本人對考夫曼的劇本給予好評，柯提斯·韓森立即同意執導並由西恩·潘主演，喬治·克隆尼和茱兒·芭莉摩被聘來加入演出陣容。
韓森最終退出；在《新娘不是我》（1997年）賣座後，P·J·賀根於1998年1月開始與華納兄弟會談，以執導《神經殺手》。西恩·潘辭去主演後，麥克·邁爾斯簽約接替。然而，華納兄弟與賀根的會談破裂。山姆·曼德斯、大衛·芬奇和戴倫·艾洛諾夫斯基都對接任導演一職感興趣。芬奇和曼德斯於2000年4月積極競爭加入《神經殺手》的製作，芬奇最終率先退出。同年10月，成為共同出資方的文藝復興製片公司找來布萊恩·狄帕瑪執導電影。本月晚些，華納兄弟將該項目周轉，且曼德斯已失去興趣。演員羅素·克洛、凱文·史貝西和艾德華·諾頓在電影早期的發展階段也都對該片深感興趣。
2000年12月，班·史提勒有望飾演恰克·貝瑞，布萊恩·辛格成為導演人選，克隆尼仍在演出陣容中。然而，由於與《名模大間諜》和《天才一族》（均為2001年）的拍攝日程發生衝突，史提勒被迫放棄《神經殺手》。雖然辛格有興趣讓山姆·洛克威爾擔任主演，但他仍選了強尼·戴普來接替史提勒，並計劃2001年1月以3500萬美元的預算展開前期製作。文藝復興製片公司持有國際發行權，但電影製作方仍需要更多的資金，再加上一家片商來負責美國的發行工作。
格羅夫納公園製片公司有興趣與文藝復興共同出資，但下個月（2001年2月），《神經殺手》再次停滯不前。米拉麥克斯影業不斷地想取得北美發行權，但當也想涵蓋國際發行權時碰壁。文藝復興也無法及時完成融資，以趕上「製作保險」的最後期限和65天的拍攝時程表；主要拍攝地點定在加拿大蒙特婁和英屬哥倫比亞省。工匠娛樂也對北美發行權感興趣，但在出價超過800萬美元後退出。強尼·戴普最後退出改拍其他電影。

### 導演和劇本
辛格正忙於準備《X戰警2》時，克隆尼接任了《神經殺手》導演一職，這也是他的導演處女作。米拉麥克斯影業同意承擔發行職責並共同資助該片。《神經殺手》的資金來自米拉麥克斯、克隆尼自己的第八節製片公司、威秀電影、安德魯·拉薩的瘋狂機會（Mad Chance）、聯合電影公司及庫許納-洛克公司。克隆尼表示：「我想如果我擔任導演的工作是為了掌控權，且能夠便宜地聘請其他所有人，如果我能把這部電影的價格降低到3000萬美元，那我將能夠製作這部電影。這是我向米拉麥克斯的哈維·溫斯坦推銷的重要部分。」
《神經殺手》是克隆尼的導演處女作，他從史蒂芬·索德柏和柯恩兄弟那吸取靈感作為電影製作風格。編劇查理·考夫曼不滿意克隆尼對待劇本的方式。考夫曼指出後者任意修改他的劇本：「我花了很多時間來編寫劇本，」「但我不認為他對我想要的事物感興趣。我接受現實且我對克隆尼沒有任何敵意，但這是一部與我無關的電影。」克隆尼坦白，考夫曼的原版劇本包含「真正稀奇古怪的橋段，永遠不會受到電影片商批准。」根據貝瑞對真實歷史的要求，刪除了藥物成癮的情節。
克隆尼堅稱，貝瑞本人在製作過程中積極投入，嘗試從他的角度塑造電影。貝瑞與克隆尼在電影中的工作相當熱情，以至於他開始寫《危險心靈的自白》的續集《壞草絕命》（Bad Grass Never Dies，ISBN 978-0-7867-1379-0）；米拉麥克斯還持有《壞草絕命》的電影版權。貝瑞在加拿大拍攝期間拍攝了自己的客串演出，並在克隆尼的家中錄製了旁白。
當被問及貝瑞聲稱自己是中央情報局刺客時，克隆尼評論道：「我不知道我有多麼相信。我不想正式問他，因為我不想他說：『我編的。』我想講這個故事，我覺得很有意思，如果這一切都是編造的，為何像恰克·貝瑞這樣富有和成功的人必須這樣做。我認為這是一個有趣的探索對象，而這正是我們想對這部電影所做的事。」（貝瑞已承認，在1984年的一次宣傳該書的採訪中編造了這個故事；他之所以寫這個故事，很大程度上是因他涉及一場演出《三不歡》的爭議而被電視流放）克隆尼表示，他與父親尼克·克隆尼的成長與他選擇詮釋1960及70年代遊戲節目有很大關係，「父親在我小時候曾舉辦過一部名為《金錢迷宮》的遊戲節目，我知道那是什麼樣的遊戲。我看那傢伙如何製作提示卡，我在這些上長大，」「並且知道它們的樣子和氣味。我還對一些成名陷阱有所瞭解，所以我認為我對此有獨特的看法。」

### 選角
戴普退出後，洛克威爾成為主角。克隆尼自省，自塑造貝瑞這個主角的過程漫長又艱難，「經過兩個月的鏡頭測試，我仍然無法獲得山姆·洛克威爾的一切。」自洛克威爾與克隆尼在《各顯神通》（2002年）中合作後他就一直是後者心中的主角人選；克隆尼和貝瑞本人都認為洛克威爾與貝瑞有著怪異的相似之處。導演說：「我不想讓太有名氣的人扮演這個角色。」「在我看來，你不能讓有名氣的人去扮演有名氣的人，這行不通。山姆是那個角色，還不有名且正要突破。」
在試鏡前，洛克威爾看了幾集《銅鑼秀》讓自己「沉浸」於角色，以打動片方。他對此回憶：「我去了洛杉磯做了一項老派的鏡頭測試，就像真正郝思嘉式的鏡頭測試一樣，你知道他們已不再這樣做了。」為了進行研究，洛克威爾與貝瑞一起度過了兩個半月。演員表示：「我們去了咖啡店、吃晚餐、看電影、散步、去了動物園； 我甚至拍攝了他，」「我給他用膠帶將錄音機綁在身上，我聆聽後將他的音量調低。」
克隆尼因在《瞞天過海》（2001年）中與茱莉亞·羅勃茲的密切合作而將她選來飾演神秘的中央情報局探員派翠西亞·華森（Patricia Watson）。該角原由妮可·基嫚擔任，她因與《時時刻刻》（2002年）的工作安排衝突而退出。洛克威爾任職後，《神經殺手》的製作再次短暫推遲；米拉麥克斯直到羅勃茲簽約後才批准開工。克隆尼對此評論：「茱莉亞確實幫助了我。她的所作所為讓我有可能找山姆·洛克威爾演出。他無法駕馭價值2800萬美元的電影，但茱莉亞當然可以。」芮妮·齊薇格和葛妮絲·派特洛被認為是潘妮·帕西諾的人選，該角最終由茱兒·芭莉摩取得。
米拉麥克斯原本不確定是否讓克魯尼採用洛克威爾，而不選擇如小勞勃·道尼和班·史提勒這樣的著名演員。克魯尼為了說服片商賦予他最終剪輯權及採用洛克威爾，他拿出《正面全裸》（2002年）及第八節製片公司其他低預算電影的優先合作契約作交換。為了洛克威爾，他還同意在米拉麥克斯的《SK-2惡夢島》（2002年）中客串演出。製作預算僅3000萬美元，為此克隆尼說服羅勃茲與芭莉摩降低演出片酬。

### 拍攝
主要拍攝原本定於2001年9月開始進行，之後延遲至2002年1月14日。2002年1月至2002年3月，《神經殺手》主要在加利福尼亞州和蒙特婁拍攝。加利福尼亞州洛杉磯花花公子總部大廈的場景於4月初拍攝；剩下的兩週拍攝作業在美墨邊界進行。2002年4月下旬，宣告殺青。
克隆尼與攝影指導紐頓·湯瑪士·席格在詮釋貝瑞生命的幾十年時使用了各種技巧。克隆尼表示：「我們認為，大多數人為了回到過去都會透過電影來記事，」「我不記得1950年代－我在那兒－我透過特藝七彩來瞭解50年代。不是拍攝時的特藝七彩，而是現在已經褪色的。」製片方研究了該十年的各種電影和雜誌，以從調色板中找靈感。攝影助理將60年代場景設定為高度風格化，類似於當時的意大利式西部片。在1970年代設定的場景中使用了手持攝影機，這致敬於薛尼·盧梅、麥克·尼可斯和艾倫·帕庫拉的電影，例如《柳巷芳草》（1971年）、《獵愛的人》（1971年）及《視差》（1974年）。克隆尼的創作方向也受到鲍勃·福斯電影《爵士春秋》（1979年）的影響。
因克隆尼同時也在《索拉力星》（2002年）中演出，使得《神經殺手》的後期製作相當緊迫。

## 音樂
| 評論得分 | 評論得分 |
| 來源     | 評分     |
| -------- | -------- |
| AllMusic | [ 55 ]   |

《神經殺手》的配樂由作曲家艾力克斯·伍爾曼編曲，他在電影中引用了眾多藝人的著名音樂。《綜藝》的羅伯·柯勒（Robert Koehler）對伍爾曼的表現表示讚賞，尤其是那沉重的鋼琴配樂為電影加了不少分。原聲帶於2003年1月14日在美國發行。
| 曲目列表 | 曲目列表                               | 曲目列表                       | 曲目列表               | 曲目列表 |
| 曲序     | 曲目                                   | 词曲                           | 演唱／演奏者           | 时长     |
| -------- | -------------------------------------- | ------------------------------ | ---------------------- | -------- |
| 1.       | Palisades Park                         | 恰克·貝瑞                      | 弗雷迪·卡農            | 1:54     |
| 2.       | Sunshine Superman                      | 唐納文                         | 唐納文                 | 3:26     |
| 3.       | Mucha Muchacha                         | 胡安·加西亞·埃斯基維爾         | 胡安·加西亞·埃斯基維爾 | 2:19     |
| 4.       | If I Had a Hammer                      | 李·海耶斯／皮特·西格           | 彼得、保羅和瑪麗       | 2:12     |
| 5.       | The Silencers                          | 埃爾默·伯恩斯坦／馬克·大衛（Mark David） | 薇琪·卡爾              | 2:58     |
| 6.       | Cautionary Tale                        | 艾力克斯·伍爾曼                | 艾力克斯·伍爾曼        | 3:17     |
| 7.       | Sincerely                              | 艾倫·弗里德／哈維·福卡         | The Moonglows          | 3:11     |
| 8.       | Super Colpo da 7 Miliardi              | 尼可·菲登科                    | 尼可·菲登科            | 2:56     |
| 9.       | Gopher Mambo                           | 康拉德·格佐／比利·梅           | 伊瑪·蘇瑪克            | 2:17     |
| 10.      | Berlin                                 | 艾力克斯·伍爾曼                | 艾力克斯·伍爾曼        | 3:14     |
| 11.      | There's No Business Like Show Business | 歐文·柏林                      | 蘿絲瑪莉·克隆尼        | 4:34     |
| 12.      | Going Crazy Coast to Coast             | 艾力克斯·伍爾曼                | 艾力克斯·伍爾曼        | 3:12     |
| 13.      | 〈Game Show〉                          |                                |                        | 4:00     |
| 总时长： | 总时长：                               | 总时长：                       | 总时长：               | 39:30    |

## 發行
《神經殺手》於2002年12月31日在美國有限上映，2003年1月24日起才廣泛發行。配合電影上映，米拉麥克斯圖書於2002年11月重新出版了貝瑞的原著。該片於2002年5月在第55屆坎城影展上以非競賽片身份舉行全球首映。《神經殺手》票房表現不佳，總收入3301萬美元，僅勉強收回製作成本；其中美國國內收入1600萬美元，另外的1700萬美元來自海外市場。網站將該片列入CBS通路全開上的十大賠錢佳片名單中。
1區DVD於2003年9月7日發售，銷量不佳。該DVD包含20分鐘左右的刪除片段、洛克威爾的鏡頭測試、幕後花絮，以及紀錄短片《真實的恰克·貝瑞》（The Real Chuck Barris）。2011年11月1日，獅門影視公司發行藍光光碟。

## 反響

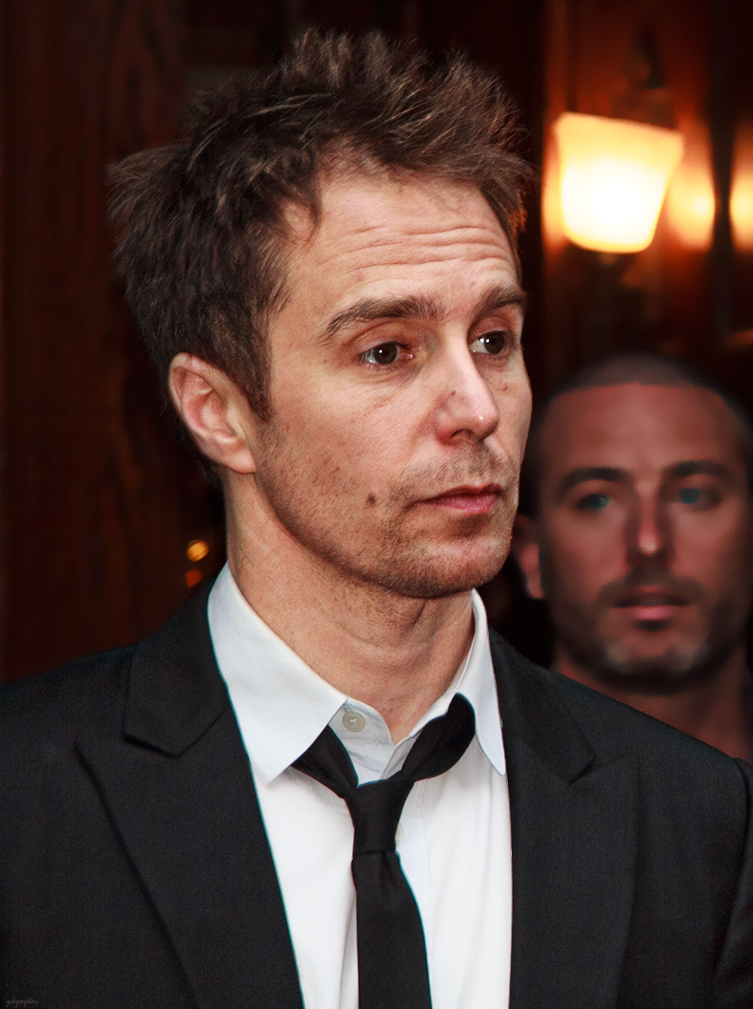
山姆·洛克威爾的演技普遍獲得外界肯定

在影評界及觀眾間，《神經殺手》整體獲得正面居多的評價。匯總媒體網站爛番茄基於165條評論，該片持有79%的新鮮度，平均評分為7.2／10；該網站共識：「洛克威爾準確地詮釋恰克，克隆尼則以娛樂的風格和才華來執導。」而在Metacritic上根據33篇影評則獲得了67分（滿分100），好評佔主流。在第53屆柏林影展上，山姆·洛克威爾贏得最佳男演員銀熊獎，喬治·克隆尼入圍金熊奖，但最終不敵《美麗新世界》的麥克·溫特伯頓。
《芝加哥太陽報》的著名影評人羅傑·伊伯特給予《神經殺手》好評：「喬治·克隆尼的導演處女作不僅是個耐人尋味的故事，更引人入勝，」「它融合了1960年代和1970年代明亮的流行形象及疑似來自約翰·勒卡雷那徘徊在黑暗、冷冽的間諜風情。」《滾石》的彼得·崔維斯稱該片完美平衡了黑色幽默和心理劇情：「克隆尼藉由將貝瑞當作偏執狂的典範來處理一個深遠的荒誕幻想，」「他明智地將曾作為演員時一起工作的人才相互掛勾：來自的《奪金三王》（1999年）的攝影指導紐頓·湯瑪士·席格和《瞞天過海》的剪輯師史蒂芬·米瑞奧尼。」
《綜藝》的羅伯·柯勒（Robert Koehler）稱讚了電影的攝影、配樂和演員們的表現：「有效改善這位遊戲節目主持和『未經授權自傳』，《神經殺手》將恰克·貝瑞作為電視節目製作人和中央情報局刺客的兩面生活推向了更高的境界，並在更深層次上發展成一部強力且創意的電影。」《舊金山紀事報》的米克·拉塞爾在評論中寫道：「也許是極具娛樂且問題少的電影，但《神經殺手》在腦海中運作時卻有著一些牽掛，像一條狗咬上桌腿般。這部電影本身採用純粹的怪異和變態，我不確定《神經殺手》是一部好電影，但我確定我喜歡它。」《娛樂周刊》的歐文·葛雷博曼給予該片的中等評價：「山姆·洛克威爾是個凌亂的俊男、有點像傻瓜般的兔牙，但他並沒有電影明星的架子或光環，」「他更像是一個奇怪真誠的太空學員，用幼稚的迷惑自言自語，突然跳起時髦的輕柔舞步就好像他從8歲起就一直在臥室裡做這些事。所有一切都使他成為了飾演恰克·貝瑞的靈感之選。」
相反地，《洛杉磯時報》的肯尼斯·圖蘭給予負面評價，他不喜歡恰克·貝瑞的人設並在評論中寫道：「具有多種過頭風格的樣貌和華而不實的噱頭，《神經殺手》毫無疑問比觀眾體驗到的更加激烈。」網路影評人詹姆斯·伯納汀內里發表了好壞參雜的評論，從滿分四星中給了該片兩星半：「喬治·克隆尼可望展現自己在辛勤工作的一流電影人身上學到的東西。因此，我們得到的風格大約是50％的史蒂芬·索德柏及50％的柯恩兄弟。有時能起作用，但大多數情況下都顯得過於藝術，具有各種怪異的角度和不尋常的鏡頭。」
網站於2019年將《神經殺手》評為十大克隆尼電影排行中的第10名，除了克隆尼的導演外同時稱讚洛克威爾的演技。《馬丁斯維爾公報》在2020年發表的「史上百大間諜電影」名單中將該片排在第62名。
電影上映後不久，《華盛頓郵報》的一名影評人雖然給予好評，但也表示懷疑《神經殺手》其實是克隆尼的朋友史蒂芬·索德柏所執導；克隆尼為此親自致信給該名影評人反駁此說法，他並未點出對方的名字，該影評也沒有在網上發表。

## 獎項
| 入圍獎項                       | 入圍獎項                 | 入圍獎項                             | 入圍獎項 | 入圍獎項      | 入圍獎項 |
| 獎項                           | 類別                     | 得獎者或提名者                       | 結果     | 來源          |          |
| ------------------------------ | ------------------------ | ------------------------------------ | -------- | ------------- | -------- |
| 拉斯維加斯影評人協會賽拉利昂獎 | 最佳影片                 | 《神經殺手》                         | 獲獎     | [ 77 ] [ 78 ] |          |
| 拉斯維加斯影評人協會賽拉利昂獎 | 最佳演員                 | 山姆·洛克威爾                        | 提名     | [ 77 ] [ 78 ] |          |
| 拉斯維加斯影評人協會賽拉利昂獎 | 最佳導演                 | 喬治·克隆尼                          | 提名     | [ 77 ] [ 78 ] |          |
| 拉斯維加斯影評人協會賽拉利昂獎 | 最佳劇本                 | 查理·考夫曼                          | 提名     | [ 77 ] [ 78 ] |          |
| 第74屆國家評論協會             | 最佳劇本                 | 查理·考夫曼                          | 獲獎     | [ 79 ]        |          |
| 第74屆國家評論協會             | 特別成就獎               | 喬治·克隆尼                          | 獲獎     | [ 79 ]        |          |
| 第6屆多倫多影評人協會          | 最佳首部長片             | 喬治·克隆尼                          | 提名     | [ 80 ]        |          |
| 美國退休人員協會大人電影獎     | 最佳電影時空膠囊         | 《神經殺手》                         | 提名     | [ 78 ]        |          |
| 第53屆柏林影展                 | 最佳男演員銀熊獎         | 山姆·洛克威爾                        | 獲獎     | [ 81 ]        |          |
| 第53屆柏林影展                 | 金熊奖                   | 喬治·克隆尼                          | 提名     | [ 81 ]        |          |
| 第8屆廣播影評人協會            | 最佳編劇                 | 查理·考夫曼                          | 獲獎     | [ 82 ]        |          |
| 第16屆芝加哥影評人協會         | 最有前途演員             | 瑪姬·葛倫霍                          | 獲獎     | [ 83 ]        |          |
| 第16屆芝加哥影評人協會         | 最有前途導演             | 喬治·克隆尼                          | 提名     | [ 83 ]        |          |
| 金預告片獎                     | 最佳原創                 | 螞蟻農場                             | 提名     | [ 78 ]        |          |
| 美國電影音效剪輯協會金膠卷獎   | 音樂－長片類最佳音效剪輯 | 安德魯·西佛（Andrew Silver）、史蒂芬·洛特維斯（Stephen Lotwis） | 提名     | [ 78 ]        |          |
| 鳳凰城影評人協會               | 最佳男主角               | 山姆·洛克威爾                        | 獲獎     | [ 78 ]        |          |
| 鳳凰城影評人協會               | 最佳改編劇本             | 查理·考夫曼                          | 提名     | [ 78 ]        |          |
| 鳳凰城影評人協會               | 最佳已發行或錄製音樂使用 | 《神經殺手》                         | 提名     | [ 78 ]        |          |
| 第8屆衛星獎                    | 最佳最佳音樂及喜劇男主角 | 山姆·洛克威爾                        | 提名     | [ 78 ]        |          |

## 延伸閱讀
- Barris, Chuck. . Miramax Books（英语：Miramax Books）. November 2002. ISBN 978-0-7868-8808-5.

## 備註
1. ↑  此處意指內奸。
2. ↑  貝瑞在同一次採訪中指出，他在1960年代初曾向中央情報局申請工作，但從未真正進入該機構。《危險心靈的自白》是貝瑞想像的結果，他幻想自己如何同時做到這兩者[42]。
3. ↑  《亂世佳人》（1939年）女主角費雯·麗曾接受特藝七彩的試鏡來取得郝思嘉一角[44]。
4. ↑  連同《還我本性（英语：Human Nature (2001 film)）》（2001年）和《蘭花賊》共同得獎。
5. ↑  連同《蘭花賊》共同得獎。
6. ↑  連同《蘭花賊》和《怪咖情緣（英语：Secretary (2002 film)）》共同得獎。

## 外部連結
- 官方网站
- 互联网电影数据库（IMDb）上《神經殺手》的资料（英文）
- TCM电影资料库上《神經殺手》的资料（英文）
- AllMovie上《神經殺手》的资料（英文）
- 豆瓣电影上《神經殺手》的資料 （简体中文）
- Box Office Mojo上《神經殺手》的資料（英文）
- 爛番茄上《神經殺手》的資料（英文）
- Metacritic上《神經殺手》的資料（英文）